# Daniel Vangarde
Daniel Vangarde, nacido como Daniel Bangalter (París, Francia, 1947), es un compositor y productor francés, padre del compositor Thomas Bangalter (del dúo Daft Punk). 

## Biografía
En la década de 1970 Vangarde trabajó con cantantes franceses, como el cantante Ringo, junto con su mujer (nombre real de Guy Bayle) y Sheila (más tarde conocida como Sheila B. Devotion), así como el lanzamiento de varias canciones bajo su propio nombre en Francia. Más tarde trabajó con el guionista y productor Jean Kluger.
En 1971 Vangarde y Kluger lanzaron el LP de culto Le Monde Fabuleux Des Yamasuki, un álbum conceptual pseudo-japonés de canciones pop. La canción "Aieaoa" en el álbum fue grabado más tarde, como "AIE a Mwana", por primera vez por la banda Black Blood y luego por Bananarama, convirtiéndose en el primer hit del Reino Unido para este último grupo. 
Los principales éxitos internacionales de Vangarde llegaron más tarde en la década de 1970, como guionista y productor con Ottawan (" DISCO") y los Gibson Brothers ("Cuba"). También ha trabajado extensamente con el grupo antillano La Compagnie Créole, popular en Francia en la década de 1980. 
En los últimos años Vangarde ha liderado una campaña para asegurarse de que los descendientes de artistas judíos en Francia, cuyos derechos les han sido arrebatados en la Segunda Guerra Mundial, reciban una compensación económica. 
Vangarde es el padre de Thomas Bangalter, quien es más conocido como miembro del dúo de música electrónica Daft Punk. Se le atribuye la ayuda a la pareja en su carrera musical temprana.